# Фаланга (кост)
Вижте пояснителната страница за други значения на Фаланга.
Фаланга е името на всеки от костните сегменти, които влизат в структурата на пръстите на ръцете и краката. При приматите (маймуни и хора), палците на горните и долните крайници имат по две фаланги, докато всички други пръсти се състоят от по три фаланги.
Фалангите нямат собствени имена, а се обозначават с номер, отговарящ на отдалечеността им от тялото. За удобство обаче се използват следните анатомични термини за местоположение:
- дисталните фаланги се намират при възглавничките на пръстите;
- проксималните фаланги са тези, разположени най-близо до дланта и стъпалото, които от своя страна са образувани съответно от метакарпални и метатарзални кости;
- средните фаланги са разположени между дисталните и проксималните. Палците на ръцете и краката нямат средни фаланги.

Терминът „фаланга“ е свързан с едноименното древногръцко военно формирование, при което войската е разположена в няколко дълги колони, по подобие на разположението на пръстите на ръката.